# 20 år med Nanne
20 år med Nanne är ett samlingsalbum med den svenska sångerskan Nanne Grönvall. Skivan släpptes 2005 på skivbolaget Lionheart och nådde som bäst andraplatsen på försäljningslistan för album i Sverige under de 20 veckor den låg på listan. Förutom sånger från Nannes solokarriär (1998-) innehåller skivan även utvalda sånger med de gruppkonstellationer som Nanne har ingått i; Sound of Music, Peter's Pop Sqaud och One More Time.
Samtliga av Nannes solosånger hade tidigare givits ut på singelskivor, utom Viktiga små ord, som togs från albumet Cirkus Homo Sapiens (1998) samt Jag sträcker mig mot himlen och Om du var min, vilka var nyskrivna för denna skiva och gavs ut på en gemensam singelskiva senare under 2005. 
Evig kärlek, Håll om mig, Jag sträcker mig mot himlen och Om du var min är de av Nannes solosånger som inte tidigare förekommit på något album. Den första hade tidigare enbart givits ut på singelskiva (2003) och de tre sista togs med på Nannes kommande album Alltid på väg (2005).

## Låtlista
1. Håll om mig
2. Jag sträcker mig mot himlen
3. Svarta änkan
4. Vem som helst...
5. Avundsjuk
6. Om du var min
7. Nannes sommarvisa
8. Fördomar
9. Viktiga små ord
10. Jag har inte tid
11. Evig kärlek
12. Men
13. Den vilda (med One More Time)
14. Highland (med One More Time)
15. The Dolphin (med One More Time)
16. Kvarnen (med One More Time)
17. Råttfångar'n (med One More Time)
18. A Life to Live (med Peter's Pop Squad)
19. Alexandra (med Sound of Music)
20. Love Me or Leave Me (med Sound of Music)
21. Eldorado (med Sound of Music)
22. One More Lonely Night (med Sound of Music)

### Listplaceringar
| Lista (2005) | Topplacering |
| ------------ | ------------ |
| Sverige      | 2            |